# Цатурян, Александр Овсепович
Александр Овсепович (Иосифович) Цатурян (23 апреля 1865, Закаталы — 31 марта 1917, Тифлис) — армянский поэт-демократ, переводчик.

## Биография
Сын бедного торговца. Окончил церковно-приходское, затем — трёхклассное уездное училище. С 1888 поселился в Москве, где прожил бо́льшую часть своей жизни.
Умер в Тифлисе. Похоронен в Пантеоне армянских деятелей «Ходживанк».

## Творчество
Начал писать ещё в юношеские годы. Печатался с 1885 года. Первый сборник «Стихотворения» был опубликован в 1891 году.
Глубоко демократичная поэзия А. Цатуряна, посвящена, в основном, жизни трудящихся людей, их чаяниям и борьбе за лучшее будущее. Его стихи проникнуты чувством сострадания к трудовому народу, труженикам земли.
А. Цатурян — автор ряда любовных лирических стихотворений, оставивших заметный след в армянской поэтической лирике. Многие стихи поэта стали армянскими народными песнями. Видные армянские композиторы (А. Спендиаров и др.) уловили их своеобразную мелодию и переложили их на музыку.
Известен он и как поэт-сатирик, автор стихов высмеивающих пороки тех его соотечественников, кому чужды интересы народа и родины, направлены против богачей и церковников («Шутки пера», 1901).
А. Цатурян занимался переводами русских и европейских поэтов. Он издал два тома стихотворных переводов «Русские поэты» (Москва, 1905 год).

## Избранные сочинения
- Стихотворения (сборник, 1891)
- Из песен страдания (цикл, 1893)
- Шутки пера (сборник, 1901)
- Русские поэты. Сборник. Кн. 1-2. 1905 (перевел на армянский язык и издал)
- Колыбельная работницы (1910)
- Стихотворения («К черни», «Тебе моё страданье», «Волны и думы», «Песня воина», «Мать», «Отчизна» и др.)
- Стихотворения, М., 1958 (русский перевод).